# Быстрянки
Быстрянки (лат. Alburnoides) — род лучепёрых рыб семейства карповых. 
Быстрянка широко распространена в пресных водах Европы, к северу от Альп и на восток от Франции, на Кавказе, по северному побережью Малой Азии, в бассейнах Тигра и Евфрата. У нас она встречается во многих реках Европейской части России.

## Виды
Род включает 24 вида, некоторые из которых представлены ниже:
- Alburnoides bipunctatus (Bloch, 1782) — Быстрянка
- Alburnoides manyasensis Turan, Ekmekçi, Kaya & Güçlü, 2013
- Alburnoides oblongus Bulgakov, 1923 — Ташкентская верховодка
- Alburnoides rossicus Berg, 1924 — Русская быстрянка
- Alburnoides taeniatus (Kessler, 1874)